# 任永顺
任永顺（1985年4月8日—），出生于山东省青岛市，足球运动员，司职后卫。

## 职业生涯

### 青年队
- 进入山东鲁能泰山青年队。

### 俱乐部
- 2003年进入山东鲁能泰山一队。
- 2005年中超联赛第四轮首次代表山东鲁能泰山在联赛中出场。
- 2007年与邓小飞、郭明月、李壮飞一同转会到武汉光谷。
- 2008年转会中甲球队江苏舜天，帮助球队获得中甲冠军顺利冲超。2009赛季中超出场12次。
- 2010年重返山东鲁能泰山。
- 2012年加盟新组建的乙级联赛球队青海森科。

## 荣誉

### 山东鲁能泰山
- 中国足球超级联赛冠军：2006, 2010